# Nemzetközi Eucharisztikus Kongresszusok Pápai Bizottsága
A Nemzetközi Eucharisztikus Kongresszusok Pápai Bizottsága (latinul: Pontificius Comitatus Eucharisticis Internationalibus Conventibus provehendis olaszul: Pontificio Comitato per i Congressi Eucaristici Internazionali) a római katolikus egyházban a Római Kúria része. XIII. Leó pápa alapította 1881-ben; legújabb statútumát XVI. Benedek pápa adta 2009-ben. Célja „mindig jobban  megismertetni, megszerettetni és szolgálni a mi Urunk Jézus Krisztust a titokzatos Oltáriszentségben, mely középpontja az Egyház életének és küldetésének a világ üdvösségére”. Ennek érdekében előmozdítja a rendszeres Nemzetközi Eucharisztikus Kongresszusok megünneplését; együttműködik a nemzeti eucharisztikus kongresszusok ünneplésében; felkéri a püspöki konferenciákat a kongresszusok szervezésében részt vevő nemzeti küldöttek kinevezésére; együttműködik – a kongresszusok tekintetében – a hívők társulásai tevékenységének elősegítésében és koordinálásában, melyek célja az Eucharisztia tiszteletének előmozdítása.

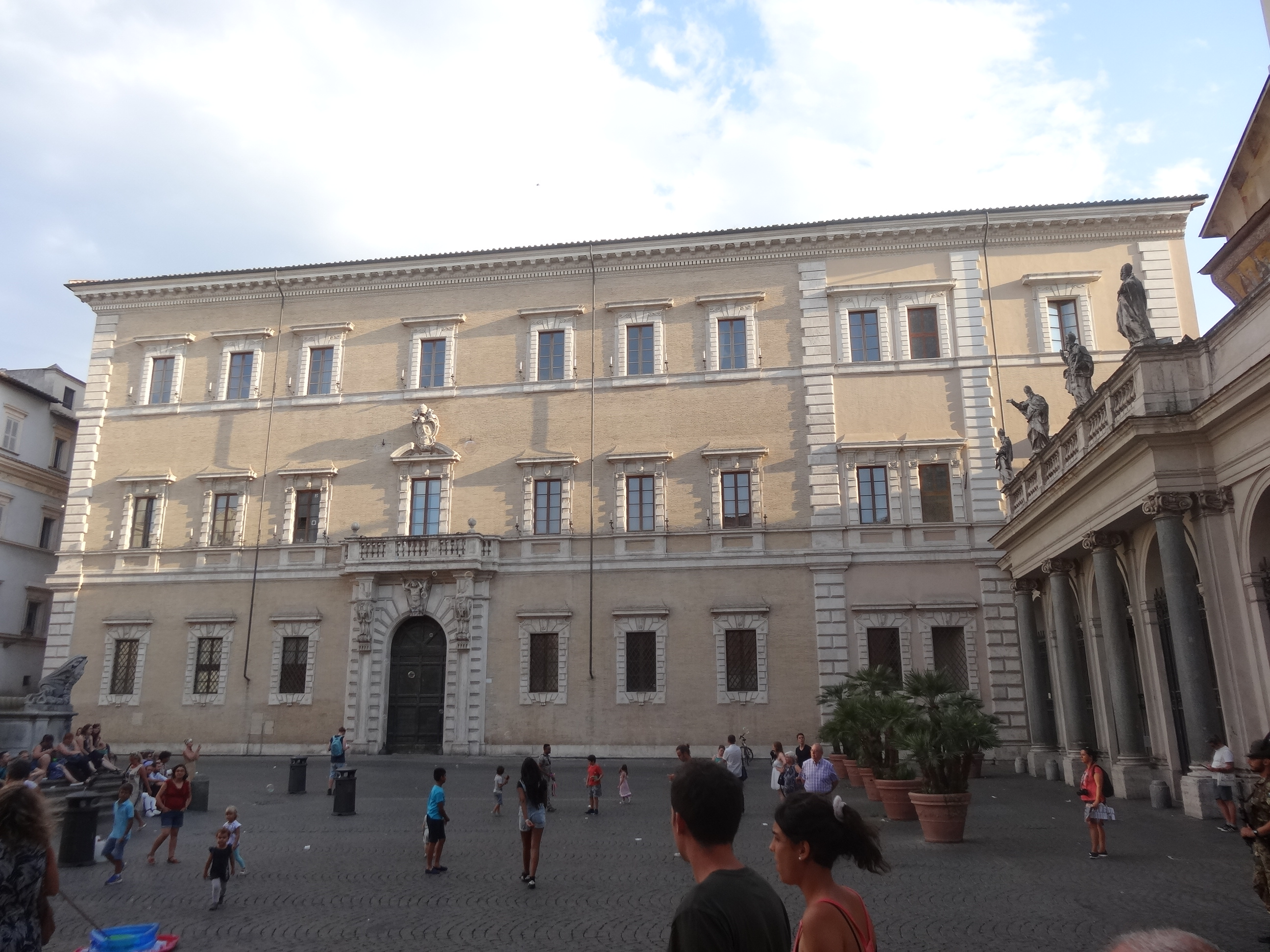
A Palazzo di San Callisto, ahol számos más intézmény mellett a bizottság székhelye is található

## Történelem

### Elnökök listája
A Pápai Bizottság elnökei (1950-től):
- Alexandre Vachon érsek (1950–1953)
- José da Costa Nunes érsek (1953–1962)
- Gregorio Modrego y Casáus érsek (1962–1969)
- Lawrence Shenan bíboros (1969–1973)
- Jamex Knox bíboros (1973–1983)
- Opilio Rossi bíboros (1983–1991)
- Edouard Gagnon bíboros (1991–2001)
- Jozef Tomko bíboros (2001–2007)
- Piero Marini érsek (2007–)[3]

## A bizottság tagjai
Elnök: Piero Marini érsek
Tagok:
- Marc Ouellet PSS bíboros
- Stanisław Ryłko bíboros
- Robert Sarah bíboros
- João Braz de Aviz bíboros
- Beniamino Stella bíboros
- Salvatore Fisichella érsek
- Savio Hon S.D.B. érsek
- Brian Farrell L.C. püspök
- Wojciech Giertych O.P.
- Guzán M. Carriquiry Lecour
- Juan Javier Floras Arcas O.S.B.[4]